# Urania sloanus
Urania sloanus is een uitgestorven vlinder uit de familie van de uraniavlinders (Uraniidae). 

## Beschrijving
Deze uitgestorven Urania-soort was zwart met iriserende rode, blauwe en groene markeringen. De iriserende delen van de vleugels hebben geen pigment, zoals vastgesteld door optische analyse op de soort Urania fulgens die tot hetzelfde geslacht behoort. De kleur ontstaat door lichtbreking door de lintachtige schubben die de vleugels van de vlinder bedekken. De spanwijdte bedroeg 6,5 cm.
Urania sloanus wordt beschouwd als de meest spectaculaire Urania-soort. Zoals de meeste soorten van de onderfamilie Uraniinae was het een dagvliegende nachtvlinder, terwijl de meeste nachtvlinders 's nachts actief zijn; zijn felle kleuren maakten als waarschuwing duidelijk dat hij ook giftig was. De Urania sloanus soorten hadden oranje en groene neonkleuren verspreid over de vleugels (Smith, 1991). Deze componenten vergemakkelijken de toekomstige ontdekking van de soorten als ze nog steeds blijken te bestaan. De levendige kleuren maken de soort gemakkelijk herkenbaar voor onderzoekers en ecologen die de soort bestuderen.

## Levenswijze
Hoewel Urania sloanus dagactief was, was hij door zijn vliegtechniek te identificeren als een echte nachtvlinder. Een van de meest gedetailleerde verslagen van het foerageergedrag van Urania sloanus werd beschreven door Philip Henry Gosse in 1851. Vooral in de eerste week van april en soms in juni konden grote zwermen worden waargenomen op avocadobloemen. De motten verschenen kort voor zonsopgang en bleven op de bloemen tot 8 of 9 uur 's ochtends. De vlinders brachten de hitte van de dag door op rustplaatsen, om na de middagregen weer tevoorschijn te komen. Het zonlicht bracht de iriserende kleuren bijzonder goed naar voren.

## Verspreiding en leefgebied
De soort was endemisch op Jamaica en is voor het laatst gemeld in 1894 of 1895.

## Uitsterven
Gebaseerd op de huidige kennis van bestaande uraniine soorten, is het waarschijnlijk dat Urania sloanus migreerde tussen gebieden met waardplanten, nadat populatie-explosies deze plaatselijk ontbladerden. Hiervoor waren waarschijnlijk relatief grote, intacte gebieden met laaglandbos nodig.
Mogelijk heeft het verlies van habitat, toen de laaglandregenwouden van Jamaica tijdens het koloniale tijdperk werden gekapt en omgezet in landbouwgrond, bijgedragen aan het uitsterven van deze soort, hoewel er nog steeds grote delen primair bos over zijn. De populatie van deze specifieke soort vlinders nam af door een drastische verandering in milieucomponenten. Net als andere leden van het geslacht Urania werden periodieke zwermen vlinders gescheiden door jaren van grote schaarste. De Urania sloanus-soorten werden geconfronteerd met aanzienlijke bedreigingen die het voortbestaan van de soorten in gevaar brachten. Urania sloanus-soorten ondervonden het verlies van hun belangrijkste larvale gastheer door habitatvernietiging. Dit was direct gekoppeld aan abrupte landbouwveranderingen, orkanen en andere natuurrampen (Nazari, 2016). Als de vraag waarom deze soort is uitgestorven verder wordt onderzocht, kunnen we concluderen dat de soort werd gedwongen om te overleven in niet-duurzame en onaangepaste omstandigheden die onvermijdelijk zouden leiden tot een verlies in de totale populatie en overlevingskansen van de soort.